# Estadio Dubočica
El Estadio Dubočica también nombrado Gradski stadion Dubočica (en serbio: Стадион Дубочица) es un estadio de fútbol ubicado en la ciudad de Leskovac, Serbia. Fue inaugurado el 21 de agosto de 2023 y alberga los juegos del GFK Dubočica de la Primera Liga Serbia, posee una capacidad de  8.136 asientos y cumple con los estándares de categoría 4 de la UEFA para partidos internacionales.

## Historia
El estadio se inauguró el 21 de agosto de 2023. El primer partido fue el de la Primera Liga Serbia 2023-24 entre el equipo local GFK Dubočica y FK Novi Sad 1921 que terminó con la victoria del equipo local por 2-1.
La selección de fútbol de Serbia jugó aquí por primera vez el 19 de noviembre de 2023 cuando enfrentó a Bulgaria en un partido validó por la clasificación para la Eurocopa de 2024, el partido finalizó empatado 2–2 ante 7.325 espectadores.
Durante la temporada 2023-24, el estadio acogió al FK Čukarički Belgrado para sus partidos europeos, ya que su estadio en Belgrado, no cumplía con los requisitos de la UEFA. Jugaron partidos contra el Olympiakos en la ronda de playoff de la UEFA Europa League 2023-24 y contra la Fiorentina, Ferencváros y KRC Genk en la fase de grupos de la UEFA Europa Conference League 2023-24.

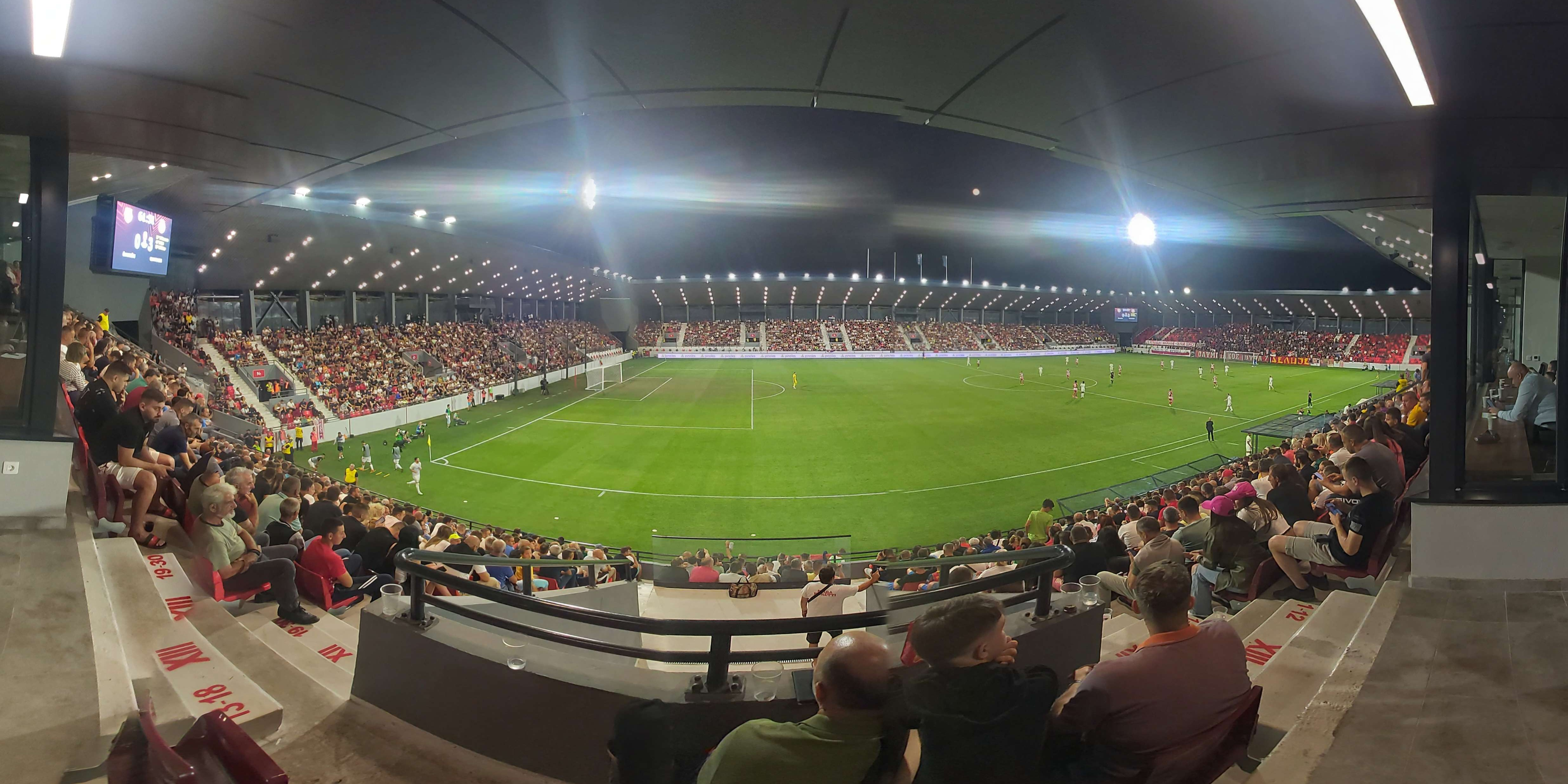